# Teretia
Teretia is een geslacht van weekdieren uit de klasse van de Gastropoda (slakken).

## Soorten
- Teretia acus (Barnard, 1958)
- Teretia anceps (Eichwald, 1830)
- Teretia candelae Horro & Rolán, 2017
- † Teretia cincta (Seguenza, 1880)
- † Teretia elegantissima (Foresti, 1868)
- † Teretia fusianceps F. Nordsieck, 1972
- † Teretia guersi Schnetler, 2005
- Teretia hoisaeteri Horro & Rolán, 2017
- † Teretia intermedia (Foresti, 1874)
- Teretia megalembryon (Dautzenberg & Fischer, 1896)
- † Teretia monterosatoi (Cipolla, 1914)
- † Teretia multicingula (Seguenza, 1880)
- † Teretia nana (Hornung, 1920)
- Teretia neocaledonica Morassi & Bonfitto, 2015
- † Teretia oligocaenica Lozouet, 2017
- † Teretia pentacarinifera Vera-Peláez, 2002
- † Teretia policarinarum Vera-Peláez, 2002
- Teretia sysoevi Morassi & Bonfitto, 2015
- Teretia tavianii Morassi & Bonfitto, 2015
- Teretia teres (Reeve, 1844)
- Teretia tongaensis Morassi & Bonfitto, 2015
- † Teretia turritelloides (Bellardi, 1847)